# Залізничні станції Есватіні
Список залізничних станцій Свазіленду:

## Міста, які обслуговуються залізницею
- ПАР Мпумаланга
- Есватіні Кадак — східна лінія — не використовується[1]

- Матсафа (540m) — східна лінія — Сухий порт

- ПАР Голела (188m) — північно-південна лінія — кордон з ПАР
- Фузумоя — північно-південна лінія — західний напрямок
- Мпака — північно-південна лінія — східний напрямок
- Млавула (205m) — східна лінія — кордон з Мозамбіком
- Матсафа (540m)

## Планування
- Кадак на кордоні з ПАР